# РДС-41
РДС-41 (изделие 11Д) — советский ядерный заряд для артиллерийских снарядов сверхбольшого калибра, разработанный в середине 1950-х в КБ-11 под руководством академика М. А. Лаврентьева. Испытания заряда состоялись 16 марта (по другим данным 18 марта) 1956 года на Семипалатинском полигоне, заряд был установлен на платформе и подрывался по радио сигналу из командного пункта полигона. Энерговыделение составило 14 килотонн. Вес снаряда — 570 кг.